# Liste der Bischöfe von San Miniato
Die folgenden Personen waren Bischöfe von San Miniato (Italien):
- Andrea Romolo Buonaparte (7. Januar 1623 bis Mai 1624) (Apostolischer Administrator)
- Francesco Nori (Mai 1624 bis 30. Dezember 1631)
- Alessandro Strozzi (1632 bis 28. August 1648)
- Angelo Pichi (27. November 1648 bis 12. Dezember 1653)
- Pietro Frescobaldi (4. November 1654 bis 11. Dezember 1654)
- Giovan Battista Barducci (17. Juni 1656 bis 17. September 1661), später Erzbischof von Florenz
- Mauro Corsi (2. Oktober 1662 bis 30. Dezember 1680)
- Giacomo Antonio Morigia (1. September 1681 bis März 1683)
- Michele Carlo Visdomini Cortigiani (14. August 1683 – Herbst 1702)
- Giovanni Francesco Maria Poggi (März 1703 bis 14. April 1719)
- Andrea Luigi (Ludovico) Cattani (27. März 1720 bis 28. Oktober 1734)
- Giuseppe Suares de la Concha (27. Februar 1734 bis 27. Oktober 1754)
- Domenico Poltri (22. September 1755 bis 30. September 1778)
- Francesco Brunone Fazzi (22. Juli 1779 bis 27. Januar 1805)
- Pietro Fazzi (26. November 1806 bis 25. August 1832)
- Torello Romolo Pierazzi (1834 bis 31. Januar 1851)
- Francesco Maria Alli Maccarani (17. Dezember 1854 bis 10. April 1863)
- Annibale Barabesi (22. Februar 1867 bis 2. Februar 1897)
- Pio Alberto del Corona, O.P. (18. Januar 1897 bis 8. August 1907)
  - Pietro Maffi (14. September 1906 bis 8. November 1908) (Apostolischer Administrator)
- Carlo Falcini (21. Dezember 1908 bis 31. Januar 1928)
- Ugo Giubbi (18. Dezember 1928 bis 23. September 1946)
- Felice Beccaro (19. März 1947 bis 9. Februar 1972)
  - Antonio Giuseppe Angioni (30. Mai 1967 bis 9. August 1968) (Apostolischer Administrator)
  - Marino Bergonzini (9. August 1968 bis Dezember 1969) (Apostolischer Administrator)
- Paolo Ghizzoni (15. April 1972 bis 11. Juni 1986)
- Edoardo Ricci (7. Juni 1987 bis 6. März 2004)
- Fausto Tardelli (6. März 2004 bis 8. Oktober 2014)
- Andrea Migliavacca (5. Oktober 2015 bis 15. September 2022, dann Bischof von Arezzo-Cortona-Sansepolcro)
- Giovanni Paccosi (seit 24. Dezember 2022)